# Ikarus 263
Az Ikarus 263 az Ikarus gyár városi- és elővárosi közlekedésre tervezett szóló autóbusztípusa, amely az Ikarus 260-as 1 méterrel hosszabb változata volt.

## Története
Az Ikarus 263 elődje az Ikarus 262 modell volt.
Az Ikarus 263 modellt az Ikarus gyár, kifejezetten saját gazdasági céljaiból fejlesztette ki. Tudniillik, az 1980-as évek végén már bőven ki kellett volna futnia a 200-as család összes tagjának a sorozatgyártásból, ám a megrendelők ragaszkodtak a jól bevált és olcsó típusokhoz. Leegyszerűsítve ennek a problémának a csökkentésére találták ki a 263-as típust, amelyet a gyár komolyabb anyagi befektetés nélkül  (mindössze 3%-os többletköltséggel) tudott gyártani a klasszikus típusok mellett, ugyanakkor valamelyest komolyabb bevételt várhatott érte. Ráadásul komoly érvként lehetett felhozni az új típus mellett, hogy pusztán annak 1 méterrel való megtoldása is 10%-os utas befogadóképesség növekedést eredményez. A gyár úgy döntött, hogy a 263-ast 10%-kal magasabb áron kínálja, mint a 260-ast.
A buszon mind a mellső, mind a hátulsó túlnyúlást megnövelték azzal, hogy egy-egy 400 mm-es ablakot helyeztek be a karosszériába, ez persze a terepszögek csökkenését is magával hozta.
A típus kifejlesztését követően rövidesen meg is indult a sorozatgyártás, a fő felvevő piacok az NDK és a Szovjetunió (majd a FÁK) voltak. Előbbibe összesen 160 példányt, utóbbiba 2001-ig bezárólag 1093-at szállított a gyár.
1998-ban Oroszország egy nagyobb rendelést adott le a típusból, azonban az ott bekövetkezett válság miatt a buszok nem kellhettek át a határon, a bizonytalan fizetésre hivatkozva. A buszokat végül külön engedéllyel – Euro 1-es motorral voltak csak szerelve – a magyar Volán-társaságok között értékesítették.

## Modellváltozatok
| Altípus jelzése | Ajtóelrendezés | Megjegyzés                               |
| --------------- | -------------- | ---------------------------------------- |
| 263.K2          |                | prototípus                               |
| 263.00          | 2-2-2          | Szovjet export                           |
| 263.01          | 4-0-4          | NDK-s export, harmonikaajtóval           |
| 263.04          | 2-0-2          | Kuvaiti export                           |
| 263.06          | 2-0-0          | Tajvani export, bal hátsó vészkijárattal |
| 263.08          | 2-0-2          | Kuvaiti export                           |
| 263.10          | 2-2-2          | Orosz export                             |
| 263.11          | 2-2-2          | Volánoknak, 263.30A-ként vizsgáztatva    |
| 263.30M         | 2-2-2          | Hajdú Volán részére                      |
| 263.51          | 2-0-2          |                                          |

Legtöbbjük a Euro 1, illetve Euro 2-es minősítésű Rába D10-es motorral készült.

## Magyarországon

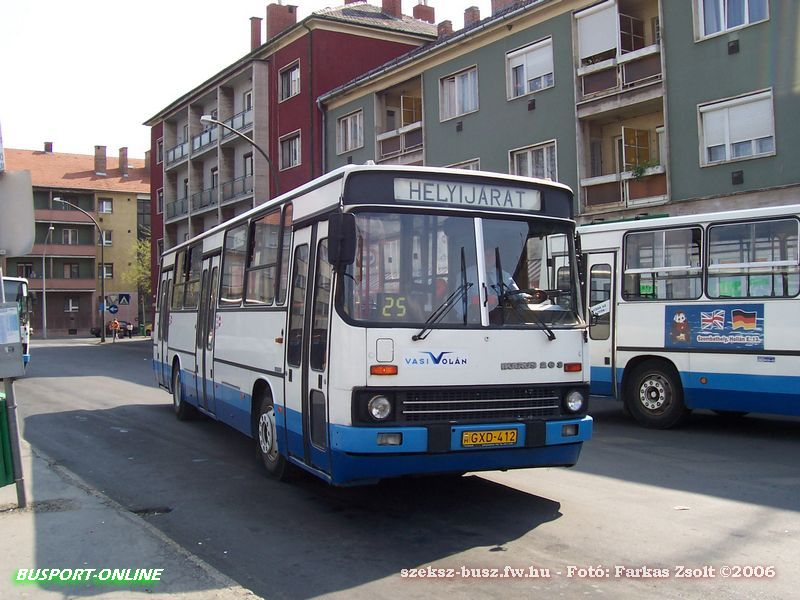
Szombathelyen

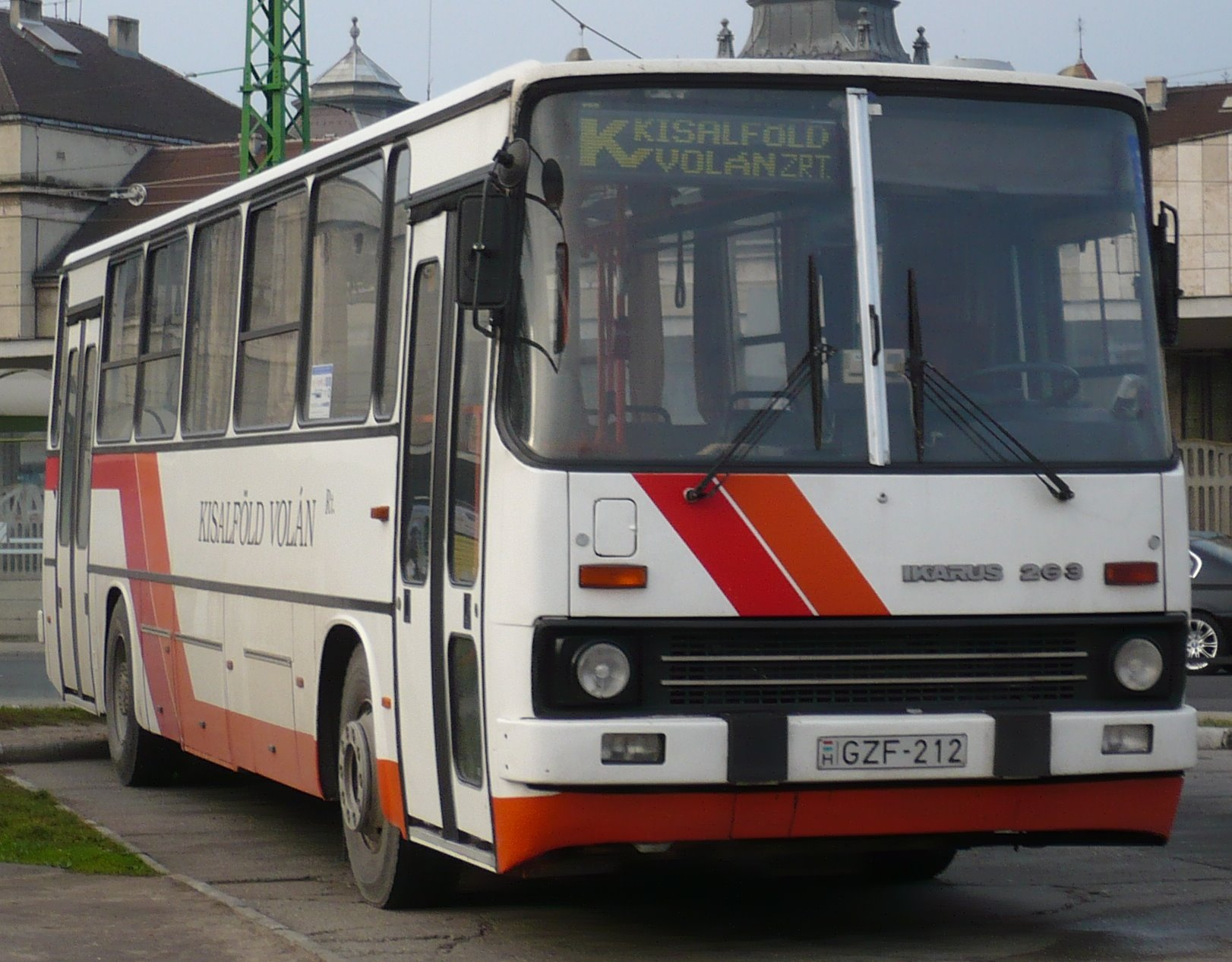
Győrben

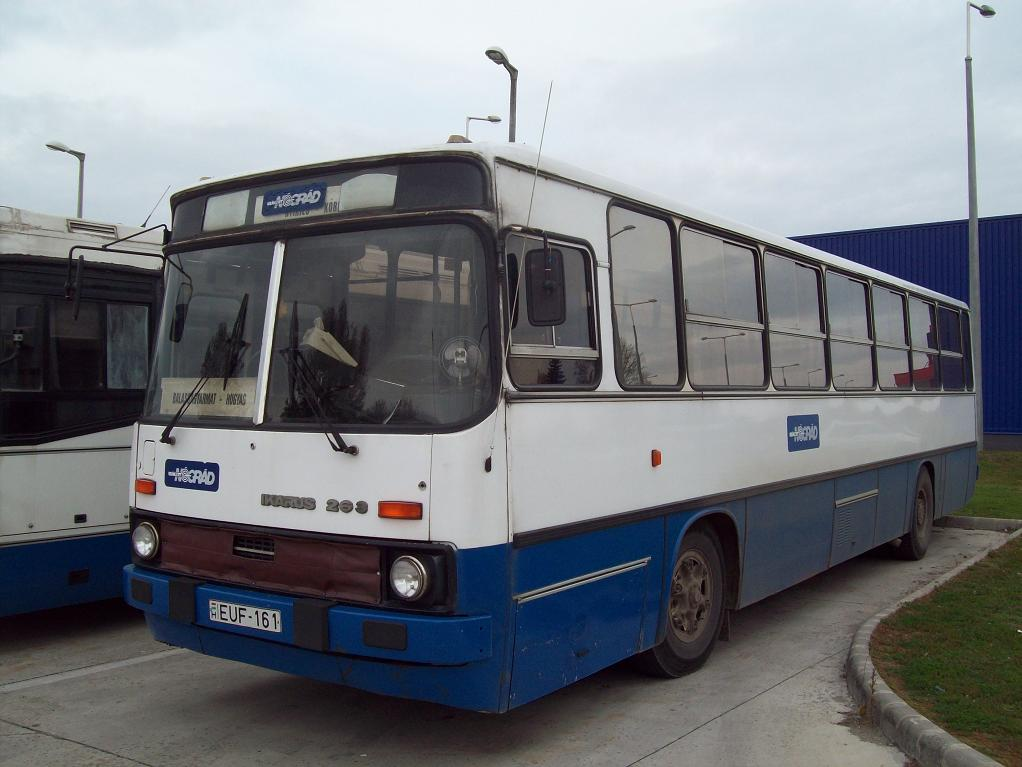
Balassagyarmaton az egyetlen magyarországi Ikarus 263.04

Legnagyobb számban a BKK szolgáltatója, az VT-Transman rendelkezett, a járművek Ikarus 263.10-esek, illetve a cég tulajdonában volt egy Ikarus 263.51 (GTZ-471), amit a cég egy másik 263.10-essel együtt eladott (GTZ-470). Az összes többi busz a VID-311...343 rendszámtartományba került, ám többet közülük átrendszámoztak. A buszok egy része saját használatú, más része BKV alvállalkozásba került egy ideig. Többek közt főleg a dél-budai járatokon futottak, az Alfa Localo buszok érkezésével azonban elkerültek Budapestről. Később a 83-as trolipótlón közlekedtek egy rövid ideig, majd néhány járművet a BKV-sztrájk idejére helyezett át a tulajdonos erősítésnek. 2010. szeptember 1-jétől a buszok újra megjelentek a BKV bizonyos vonalain. 2010 novemberétől a BKV a növekvő kocsihiány enyhítésére 5 db használt 263-ast vásárolt a Hajdú Volántól.
- Ikarus 263.30-ast az Alba, a Szabolcs és a Hajdú Volán vett (ebből 3 jármű a BKV-hoz került).
- Ikarus 263.10-esből a Kunság Volán 4 darabot birtokolt. Emellett a Szabolcs, a Mátra, Borsod, a Balaton, a Bács, a Hatvani, az Agria (átalakítva helyközire 2-2-0 ajtóelrendezéssel), a Hajdú (2 jármű a BKV-hoz került), a Jászkun, a Tisza és a Kisalföld Volán birtokolt (átalakítva helyközire 2-0-2 ajtóelrendezéssel), egyaránt üzemeltek helyi és helyközi járatként is.
- Ikarus 263.01-gyel a Körös, a Szabolcs, a Borsod, a Vasi, a Zala és az Alba Volán is rendelkezett, különböző kivitelekben (pl. az Alba Volán buszát átépítették). Egy-egy 263.01-gyel a Volánbusz (DZA-051) és a Hajdú Volán (ELR-189) is rendelkezett, ám ezeket a cégek már leselejtezték.
- Egy, a kuvaiti exportról visszamaradt Ikarus 263.04 (EUF-161, ex. FPF-989) a Nógrád Volánhoz került. A busz 2021-ben a Volánbusz áthelyezte megőrzésre a nosztalgia flottájába.[1]
- Ikarus 263.51-esből pedig egy darab létezik az országban, a VT-Transman Kft. után egy magánvállalkozó üzemelteti, immáron FJF-919 rendszámmal.

Továbbfejlesztett változata a C63-as, amiből kettőt az Alba, egyet a Bács Volán vett.
A buszok többségét jelenleg a Volán-társaságok jogutódjainak, a Közlekedési Központok összevonásával a Volánbusz üzemelteti.
2018-ban a Budapesti Közlekedési Zrt. elkészült a GZF-169 rendszámú autóbuszból átalakított T5000-es pályaszámú trolibusszal, mely forgalomba nem kerül, csak tanulójárműként használják. (A kocsi a Ikarus 280T GVM sorozat egyik selejtezett tagjából kiszerelt motorral és elektrinikával kapott új funkciót.) 2019. január 31-én kivonta a BKV az utolsó ilyen típusú autóbuszát, így közel 20 év után elköszönt Budapesttől ez típus.
A táblázatban szereplő darabszámok a Volánok 1989-től 2015-ig terjedő időszak állományi adatait mutatják. A járművek nagy része már nincsen forgalomban.
| Volán           | 263.01 | 263.04 | 263.10 | 263.11 | 263.30M | Összesen | Jogutód   |
| --------------- | ------ | ------ | ------ | ------ | ------- | -------- | --------- |
| Agria Volán     |        |        | 2      |        |         | 2        | KMKK      |
| Alba Volán      | 1      |        | 3      |        |         | 4        | KNYKK     |
| Bács Volán      |        |        | 5      |        |         | 5        | DAKK      |
| Balaton Volán   |        |        | 2      |        |         | 2        | ÉNYKK     |
| Borsod Volán    | 8      |        | 6      |        |         | 14       | ÉMKK      |
| Hajdú Volán     | 1      |        | 8      |        | 6       | 15       | ÉMKK      |
| Hatvani Volán   |        |        | 2      |        |         | 2        | KMKK      |
| Jászkun Volán   |        |        | 4      |        |         | 4        | KMKK      |
| Kisalföld Volán |        |        | 14     |        |         | 14       | ÉNYKK     |
| Körös Volán     | 5      |        | 2      |        |         | 7        | DAKK      |
| Kunság Volán    |        |        | 4      |        |         | 4        | DAKK      |
| Mátra Volán     |        |        | 9      |        |         | 9        | KMKK      |
| Nógrád Volán    |        | 1      |        |        |         | 1        | KMKK      |
| Szabolcs Volán  | 11     |        | 10     | 11     |         | 32       | ÉMKK      |
| Tisza Volán     |        |        | 3      |        |         | 3        | DAKK      |
| Vasi Volán      | 4      |        | 7      |        |         | 11       | ÉNYKK     |
| Zala Volán      | 6      |        |        |        |         | 6        | ÉNYKK     |
| Volánbusz       | 1      |        |        |        |         | 1        | Volánbusz |
| Összesen        | 37     | 1      | 81     | 11     | 6       | 136      |           |

A korábbi Volán-társaságok 2015. január 1-jével beolvadtak a területi Közlekedési Központokba. A Közlekedési Központok helyi és helyközi forgalomban is üzemeltettek 263-asokat, főleg csúcsidőszakokban.
| Volán    | 263.01 | 263.04 | 263.10 | 263.11 | 263.30M | Összesen |
| -------- | ------ | ------ | ------ | ------ | ------- | -------- |
| DAKK     |        |        | 14     |        |         | 14       |
| ÉMKK     | 13     |        | 16     | 6      | 2       | 36       |
| ÉNYKK    | 3      |        | 23     |        |         | 26       |
| KMKK     |        | 1      | 17     |        |         | 18       |
| KNYKK    | 1      |        | 3      |        |         | 4        |
| Összesen | 17     | 1      | 73     | 6      | 2       | 99       |

A Közlekedési Központok járműveit 2019. október 1-jén a Volánbusz vette át.
Frissítve: 2019. november 1.
|           | 263.01 | 263.04 | 263.10 | 263.11 | 263.30M | Összesen |
| --------- | ------ | ------ | ------ | ------ | ------- | -------- |
| Volánbusz | 4      | 1      | 59     | 6      | 2       | 72       |
| Összesen  | 4      | 1      | 59     | 6      | 2       | 72       |

Frissítve: 2025. január 1.
|           | 263.01 | 263.04 | 263.10 | 263.11 | 263.30M | Összesen |
| --------- | ------ | ------ | ------ | ------ | ------- | -------- |
| Volánbusz | 0      | 0      | 12     | 1      | 0       | 13       |
| Összesen  | 0      | 0      | 12     | 1      | 0       | 13       |

Az Ikarus 263.04 típusú, EUF-161 rendszámú busz a Volánbusz nosztalgia állományának részét képezi. 